# Pelourinho de Turquel
O Pelourinho de Turquel é um pelourinho manuelino, datado do séc. XVI, que está situado no centro da vila de Turquel.
Em 1874, havia sido levado para o Museu Arqueológico do Carmo, em Lisboa. Em 23 de Maio de 1950 foi solenemente reposto no local donde há quatro décadas havia sido retirado. Para o efeito se lhe construíram três degraus circulares, de rebordo saliente, visto não os possuir no seu anterior poiso. No dia 23 de Agosto de 1979, o pelourinho foi derrubado por um camião.
O monumento é composto por quatro partes: plinto, fuste, capitel, e remate. O fuste assenta no plinto formado por três degraus circulares e é dividido ao meio por um anelete que une as duas partes e é decorado nos extremos por bolas. A coluna (estilizada) é decorada com florões quadrifoliados. O remate assenta sobre um capitel quadricular com quatro florões que se desenvolvem das arestas verticais até cada meio de duas faces. O remate em forma de pinha, apresenta num das faces em alto relevo uma figura humana que Possidónio da Silva identificou como sendo a do Abade de Alcobaça. Contudo, segundo José Diogo Ribeiro (1850-1943), personalidade turquelense que publicou várias obras sobre a vila, tratar-se-ia de Santa Bárbara, pois era assim denominada Nossa Senhora da Conceição pelos residentes de Turquel nos anos anteriores a 1920. [carece de fontes?]
Está classificado como Imóvel de Interesse Público desde 1933.